# Ivon Hitchens
Ivon Hitchens (Londra, 1893 – Petworth, 1979) è stato un pittore britannico.
Figlio del paesaggista Alfred Hitchens (1861-1942), fu attratto dalle Fauves, ma aderì presto all'astrattismo. La sua opera più celebre è Bosco verticale e orizzontale (1958).